# Jevargi
Jevargi är en ort i Indien.   Den ligger i distriktet Gulbarga och delstaten Karnataka, i den centrala delen av landet, 1 300 km söder om huvudstaden New Delhi. Jevargi ligger 411 meter över havet och antalet invånare är 20 157.
Terrängen runt Jevargi är platt. Runt Jevargi är det ganska tätbefolkat, med 139 invånare per kvadratkilometer. Jevargi är det största samhället i trakten. Trakten runt Jevargi består till största delen av jordbruksmark.